# Tim Renwick
Tim Renwick (* 7. srpna 1949 Cambridgeshire, Anglie), vlastním jménem Timothy John Pearson Renwick, je britský rockový kytarista.

## Kariéra
Na kytaru začal Renwick hrát v 60. letech. Vystupoval s mnoha kapelami včetně Little Women, Wages of Sin, Junior's Eyes, The Hype, Quiver (pozdější Sutherland Brothers & Quiver) a Lazy Racer. Jako studiový hudebník později spolupracoval např. s Alem Stewartem, Eltonem Johnem, Procol Harum, Davidem Bowiem, Mikem Oldfieldem, Garym Brookerem, Ericem Claptonem, Davidem Byronem a především s kapelou Pink Floyd a jejími jednotlivými členy. Renwick je uveden jako spoluskladatel u skladby „Dreamboat“ od Eltona Johna.
Spolupráci s Pink Floyd, respektive jejími členy, zahájil Tim Renwick v roce 1984, kdy se zúčastnil turné The Pros & Cons of Hitch Hiking Rogera Waterse jako kytarista (společně s Ericem Claptonem). V roce 1987 jej David Gilmour pozval na celosvětové turné jako doprovodného kytaristu (hrál i na následujících turné v letech 1988 a 1989). S Pink Floyd spolupracoval i na posledním studiovém albu The Division Bell (1994) a na následujícím turné. Podílel se i na desce Broken China (1996), druhém sólovém albu klávesisty Pink Floyd Ricka Wrighta. V roce 2005 hrál se všemi členy Pink Floyd (Gilmour, Waters, Wright, Mason) na vystoupení v rámci celosvětové série koncertů Live 8 jako doprovodný kytarista a baskytarista.

## Sólová diskografie
- Tim Renwick (1980)
- Privateer (2007)
- Vintage Blues Guitar (2013)